# Basilique Saint-Zénon de Vérone
Pour les articles homonymes, voir San Zeno.
La basilique Saint-Zénon, appelée aussi en italien San Zeno Maggiore ou San Zenone, est une église de style roman construite à Vérone, dans la région de Vénétie.
Cette basilique a connu de nombreuses vicissitudes au cours des siècles. Elle se développe sur trois niveaux et sa structure actuelle fut édifiée à la fin du XIe siècle. À l'intérieur, elle abrite, entre autres, le retable de San Zeno, chef-d'œuvre d'Andrea Mantegna.

## Historique
Si le premier évêque du diocèse de Vérone, Euprepius, est nommé vers la première moitié du IIIe siècle, le huitième évêque, saint Zénon, originaire d'Afrique, y est mort entre 372 et 380. Proche de la Via Gallica, un premier noyau composé d'une église et d'un monastère est érigé sur le lieu de la sépulture de cet évêque Zénon de Vérone. Le lieu est un peu excentré, vers l'Ouest, par rapport au centre de la ville. Cette première église est détruite par les Goths. Après la chute du royaume gothique en 553 et une brève domination de l'Empire byzantin, Vérone passe aux mains des Lombards et leur roi Alboïn en fait l'une de ses résidences favorites. Les Lombards, de confession arienne, consentent à la permanence d'un évêque catholique à Vérone. Mais cette deuxième église est la proie des flammes vers 804,.
À la suite du succès populaire du culte de saint Zénon, un troisième édifice devient nécessaire. En décembre 806, une nouvelle basilique est consacrée en présence du roi Pépin et de l'évêque Rathold et les reliques du saint sont translatées dans la crypte de cette église, le 21 mai 806. Détruite par les Magyars à la fin du IXe siècle ou début du Xe siècle, elle est reconstruite par l'empereur Ottone Ier et l'évêque Raterio selon un schéma à trois nefs, trois absides et une crypte. La crypte existante à la fin du XXe siècle date de cette époque. À la fin du XIe siècle, elle est l'objet d'un vaste projet d'agrandissement. Le séisme de 1117 à Vérone frappe le nord de l'Italie, et cause des dommages importants au travail déjà accompli du complexe tels le cloître, le campanile et des parties du monastère. Les travaux de restauration s'effectuent rapidement après le séisme et se poursuivent jusqu'en 1138 ; la façade se pare d'un protiro de Niccolò pendant que l'abbé Gaudio restaure le cloître en 1123. Rénové en 1120, le campanile est complété en 1178. Entre 1217 et 1225, l'élévation de la façade et l'insertion de la rosace sont l'œuvre de maître Brioloto assisté par Adamino da San Giogio. En 1387, l'abbé Ottonello De’Pasti finance le remaniement de l'abside et du toit en carène. L'ensemble architectural a dès lors l'aspect global qui est le sien à la fin du XXe siècle.
Selon la volonté de la république de Venise, le monastère cesse ses activités en 1770 et la basilique devient paroissiale en 1806. Entretemps, en 1797, l'armée française du général Bonaparte envahit le nord de l'Italie, et arrive notamment à Vérone. Ces troupes sont suivies par des savants chargés de piloter un pillage des richesses artistiques italiennes. À Vérone, ce sont deux savants bien connus : le mathématicien Gaspard Monge et le chimiste Claude-Louis Berthollet. Ils décident de s'emparer d'un retable d'Andrea Mantegna, et de faire transporter les peintures le constituant à Paris, pour le Museum central (devenu Le Louvre). En 1815, après la chute de Napoléon Ier, la France est sommée, lors du Congrès de Vienne, de restituer ses pillages. Les trois panneaux supérieurs regagnent la basilique de Vérone, mais pas ceux de la prédelle, remplacés par des copies. En 1870, l'escalier monumental du Cinquecento est remplacé par les actuels escaliers latéraux et par l'accès central à la crypte. En 1931, la zone presbytérale reçoit une nouvelle configuration avec une meilleure mise en valeur du retable de Mantegna.

## Galerie

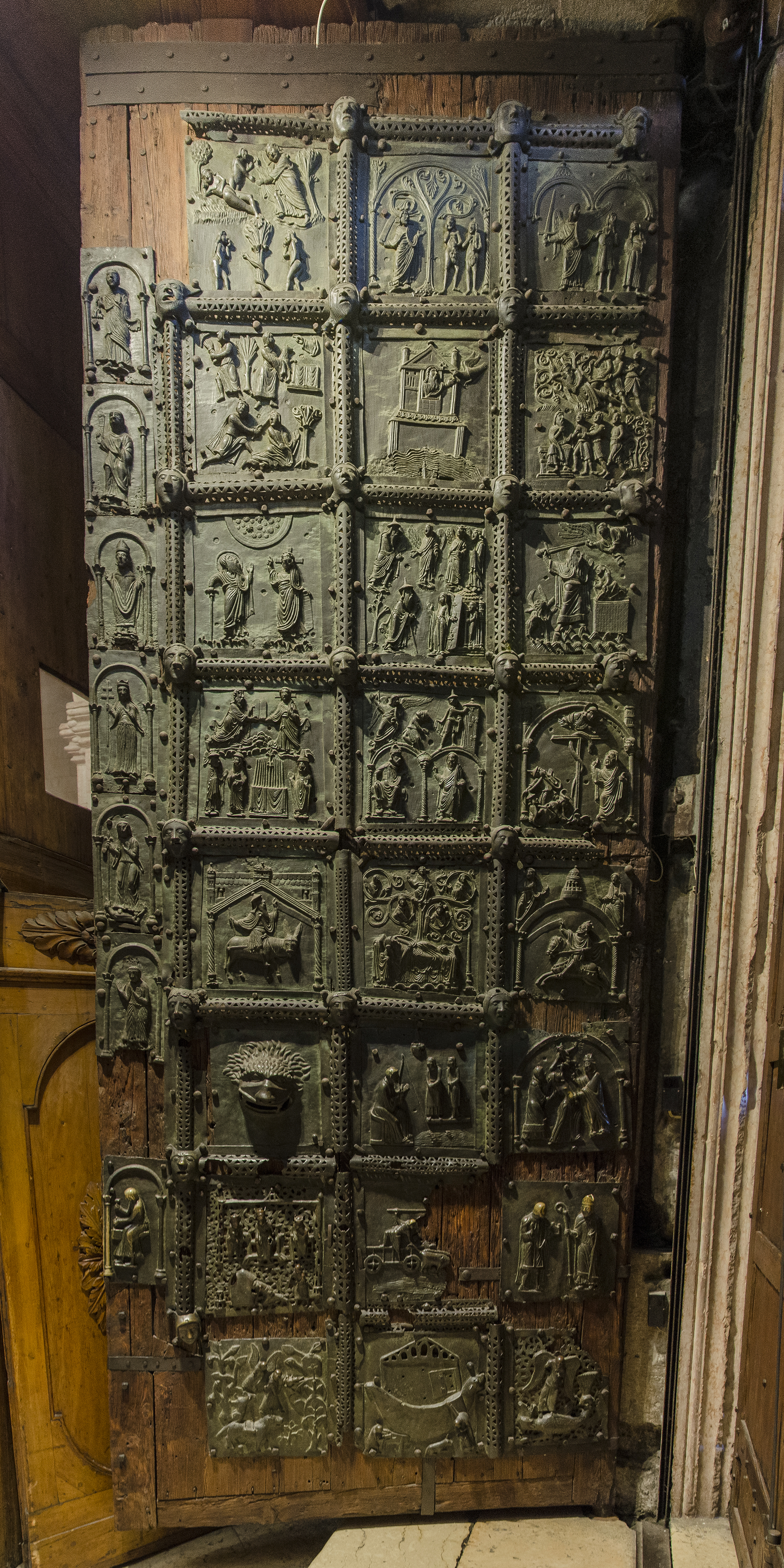
Porte intérieure en bronze.
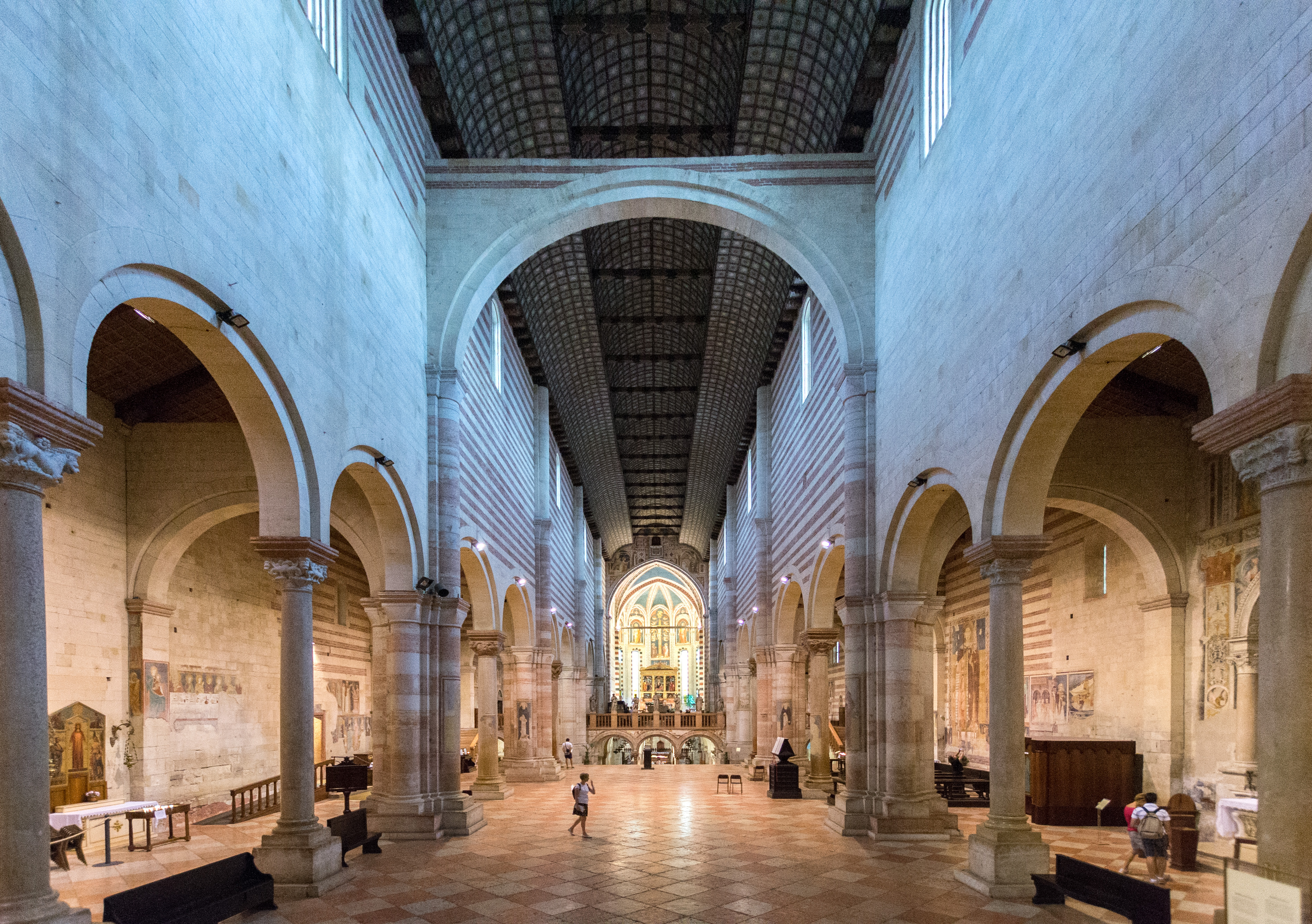
Nef.
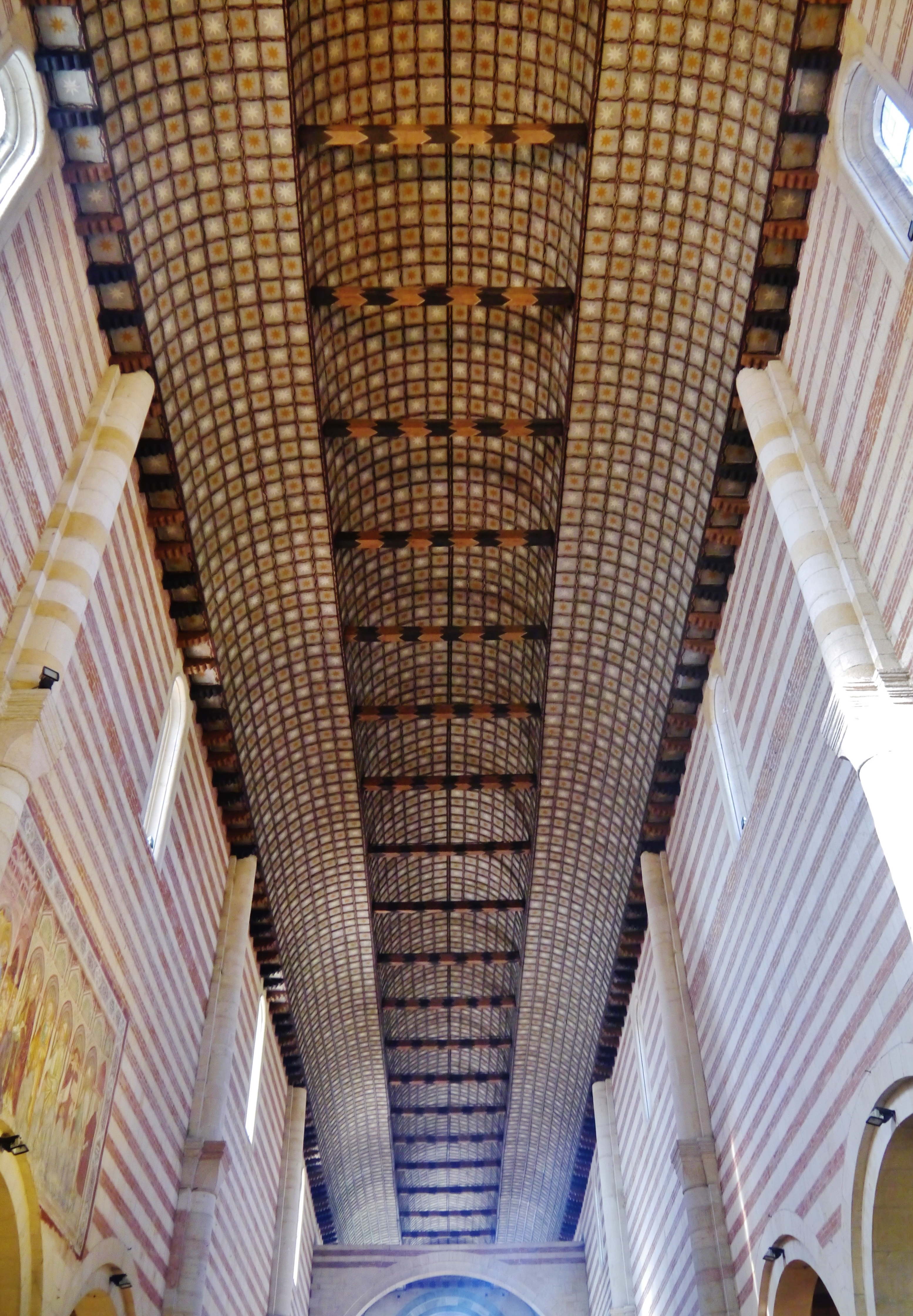
Plafond de la nef.
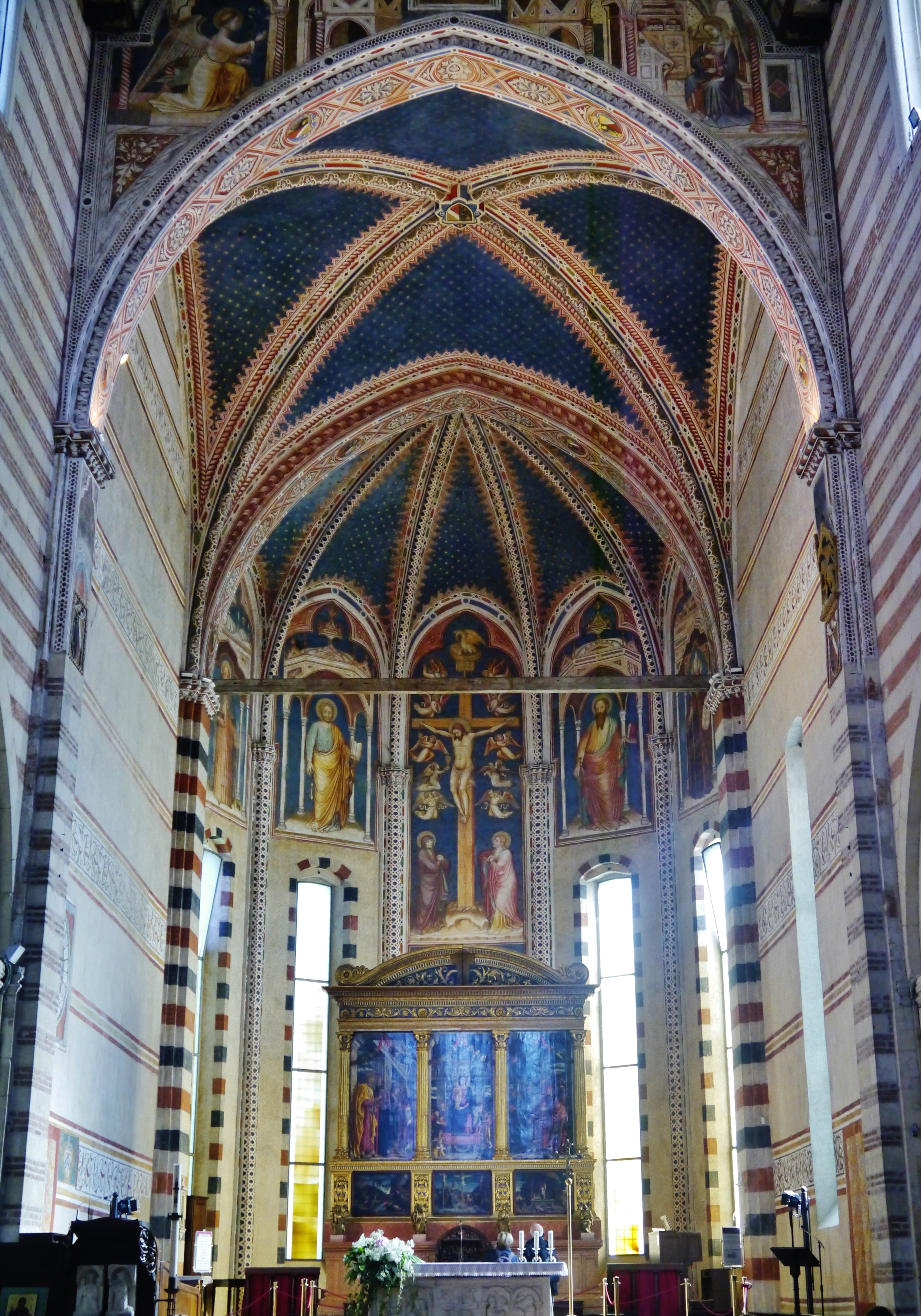
Le chœur.
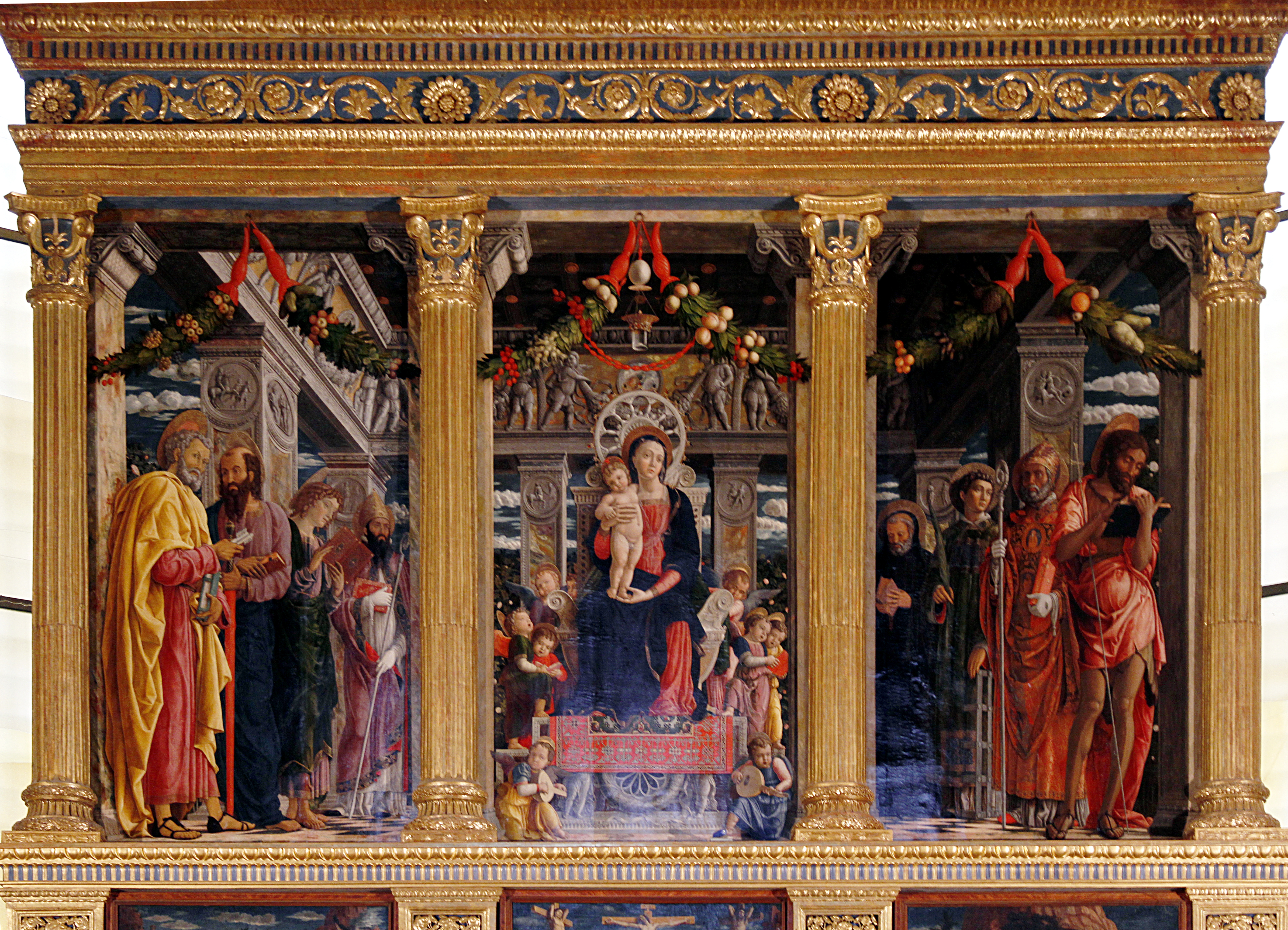
Retable de Mantegna.

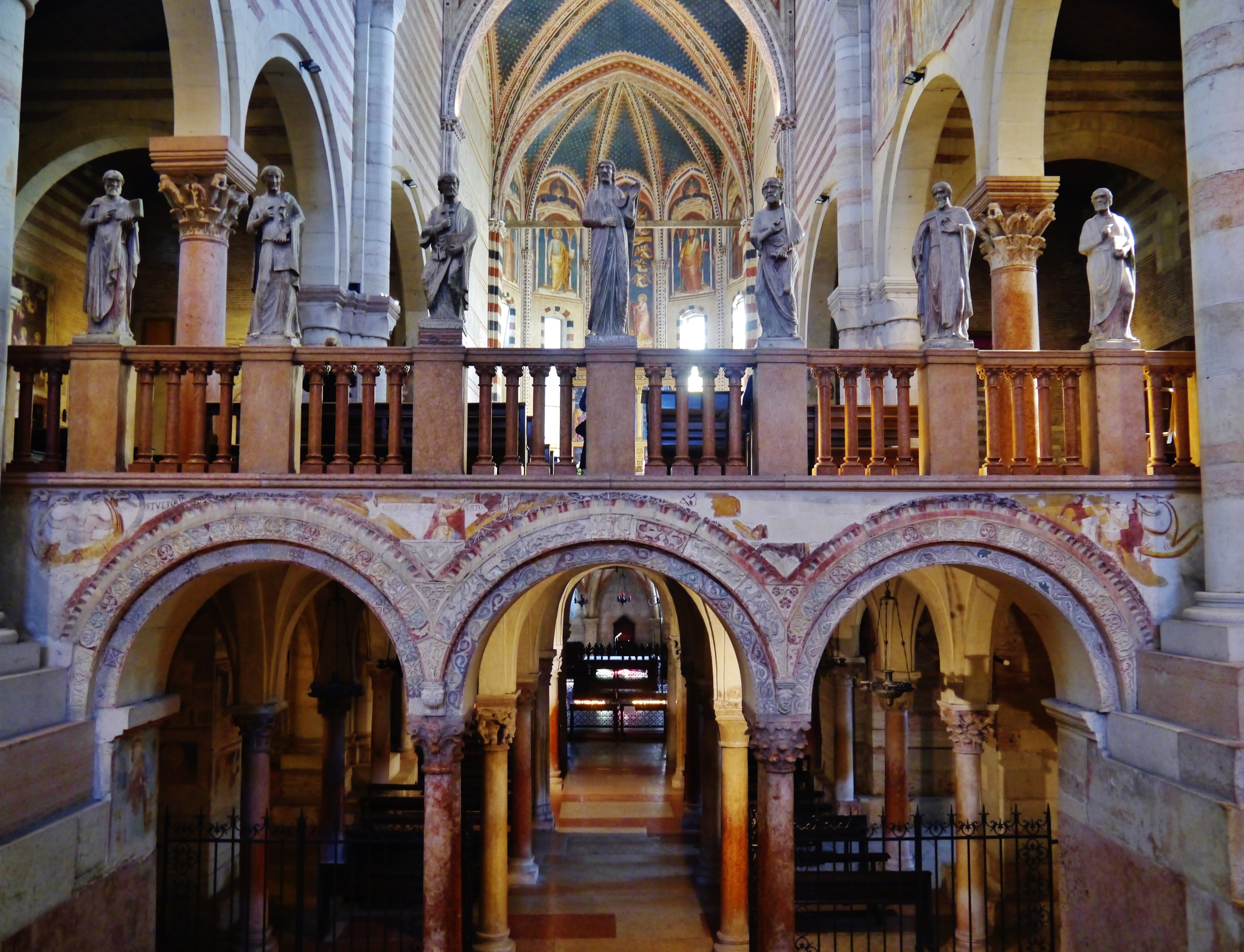
Accès à la crypte.
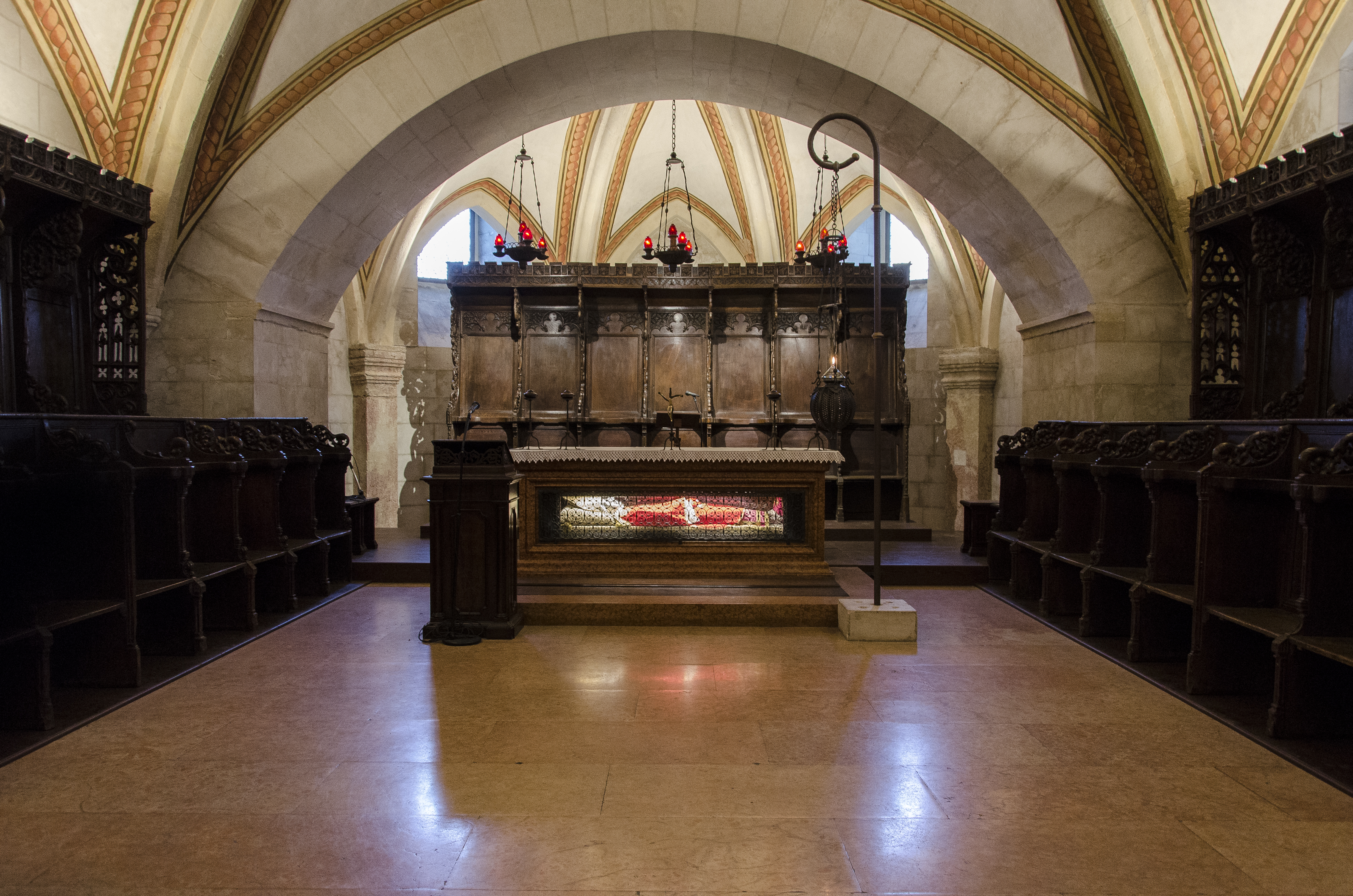
Châsse contenant les reliques de saint Zénon (squelette recomposé, revêtu de vêtements liturgiques et visage couvert d’un masque d’argent), dans la crypte.
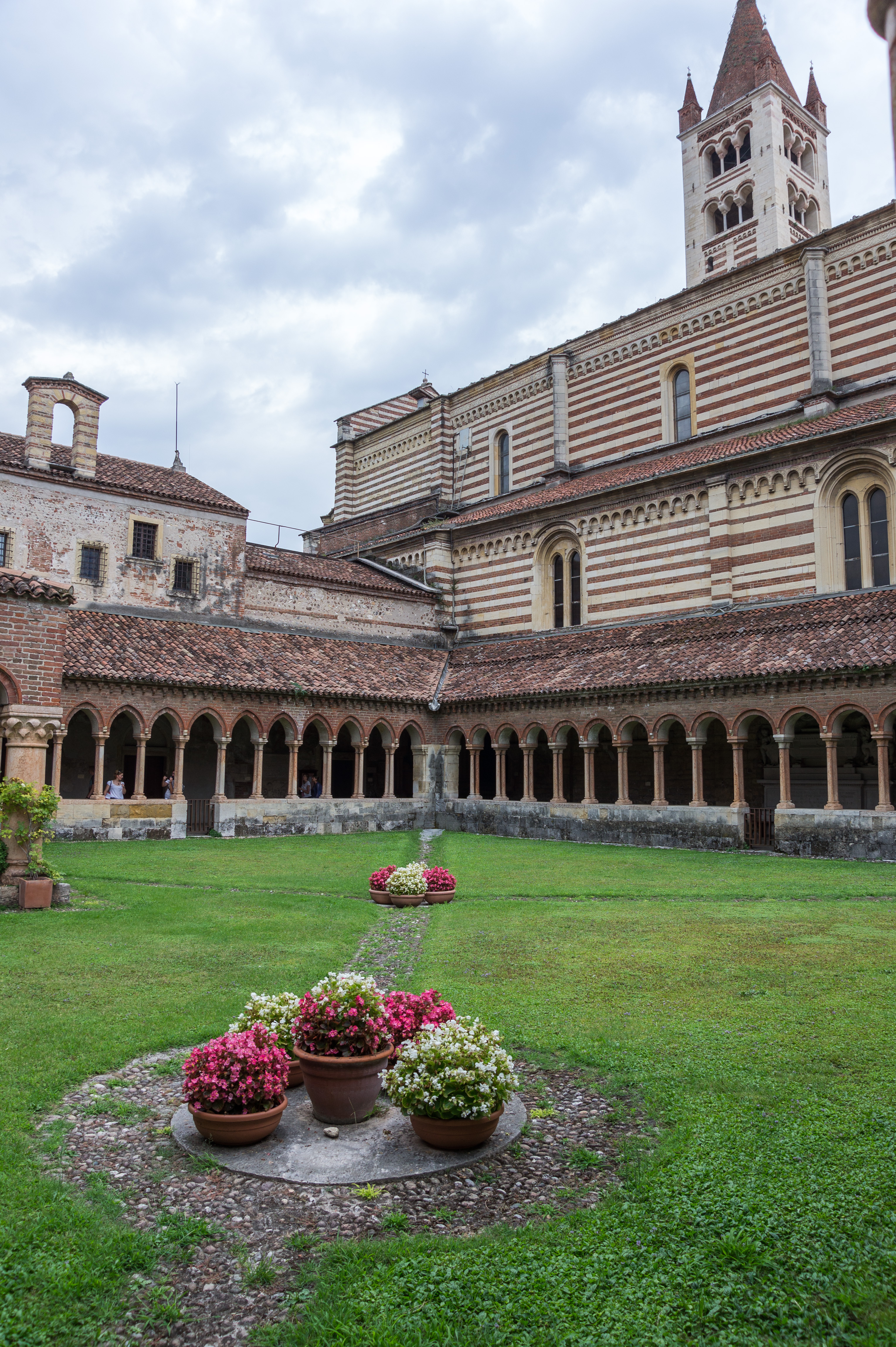
Le cloître.